# Pont de Sautet
Pont de Sautet je kamenný most pro pěší klenoucí se jedním obloukem přes řeku Jabron na katastrálním území francouzské obce Trigance v departementu Var. Jabron je přítokem řeky Verdon a jeho soutok s Verdonem se nachází vedle mostu Pont de Carajuan. K mostu Pont de Sautet vede pěší stezka, která spojuje Trigance s Pont de Carajuan.
Před vtokem do Verdonu si řeka Jabron po miliony let hloubila soutěsku, sice skromnější než Gorges du Verdon, ale přesto vytvářející úzký zářez ve vápenci dosahující místy hloubky téměř 20 metrů.
Současný most Pont de Sautet pochází z roku 1787. Během 18. století totiž prudké povodně strhly všechny mosty v obci, které umožňovaly překonat řeku Jabron. Je třeba poznamenat, že v Trigance leží na pravém břehu Jabronu již od středověku mlýn na pšenici. První zmínky o existenci mostu v této lokalitě pocházejí ze 16. století. 
Z mostu je pěkný výhled na soutěsku řeky Jabron. Cestou k mostu budete obdivovat erozní dílo řeky Jabron a můžete využít příležitosti osvěžit si nohy v chladných vodách Jabronu.

## Galerie

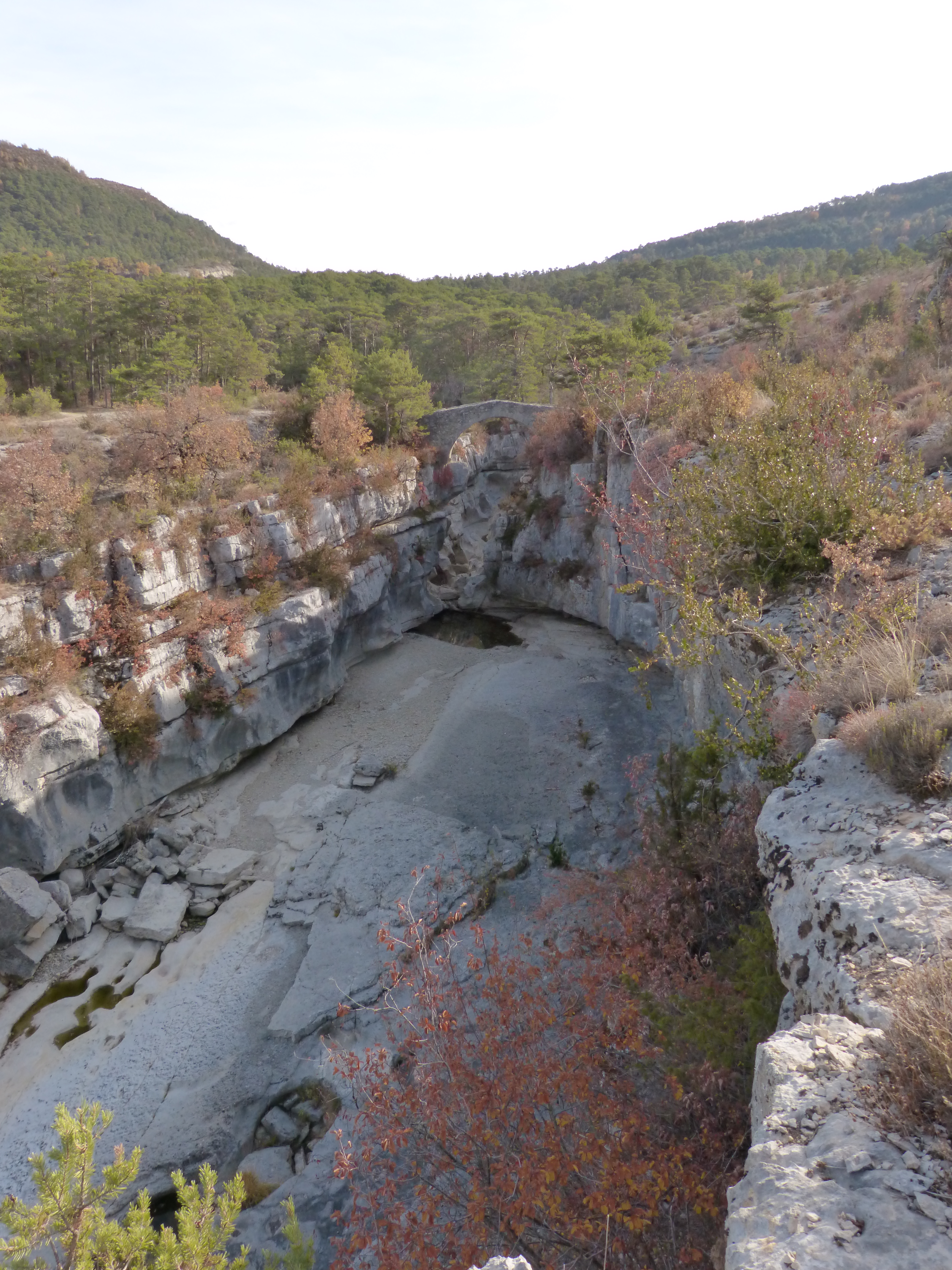
Most Pont de Sautet
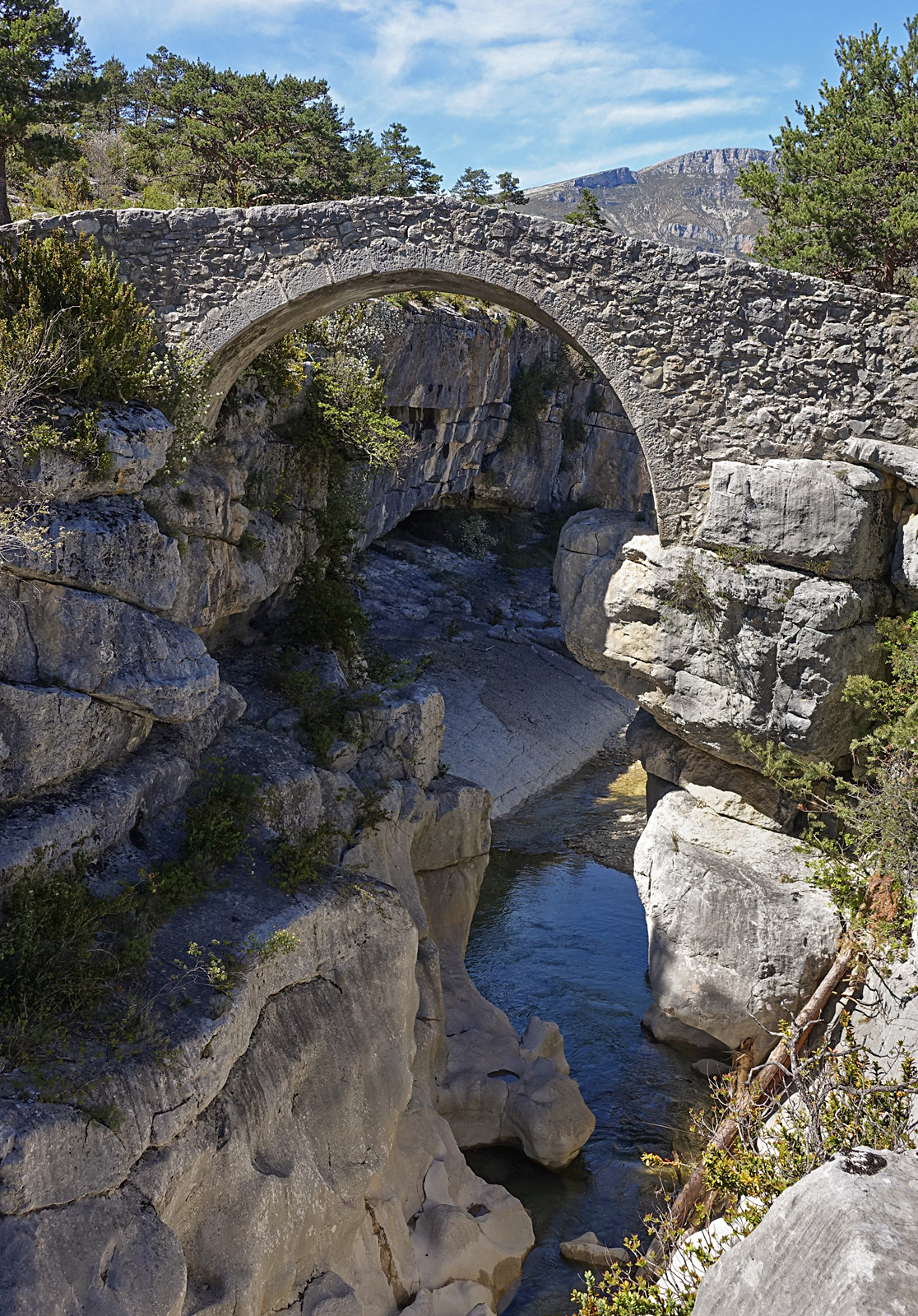
Most Pont de Sautet
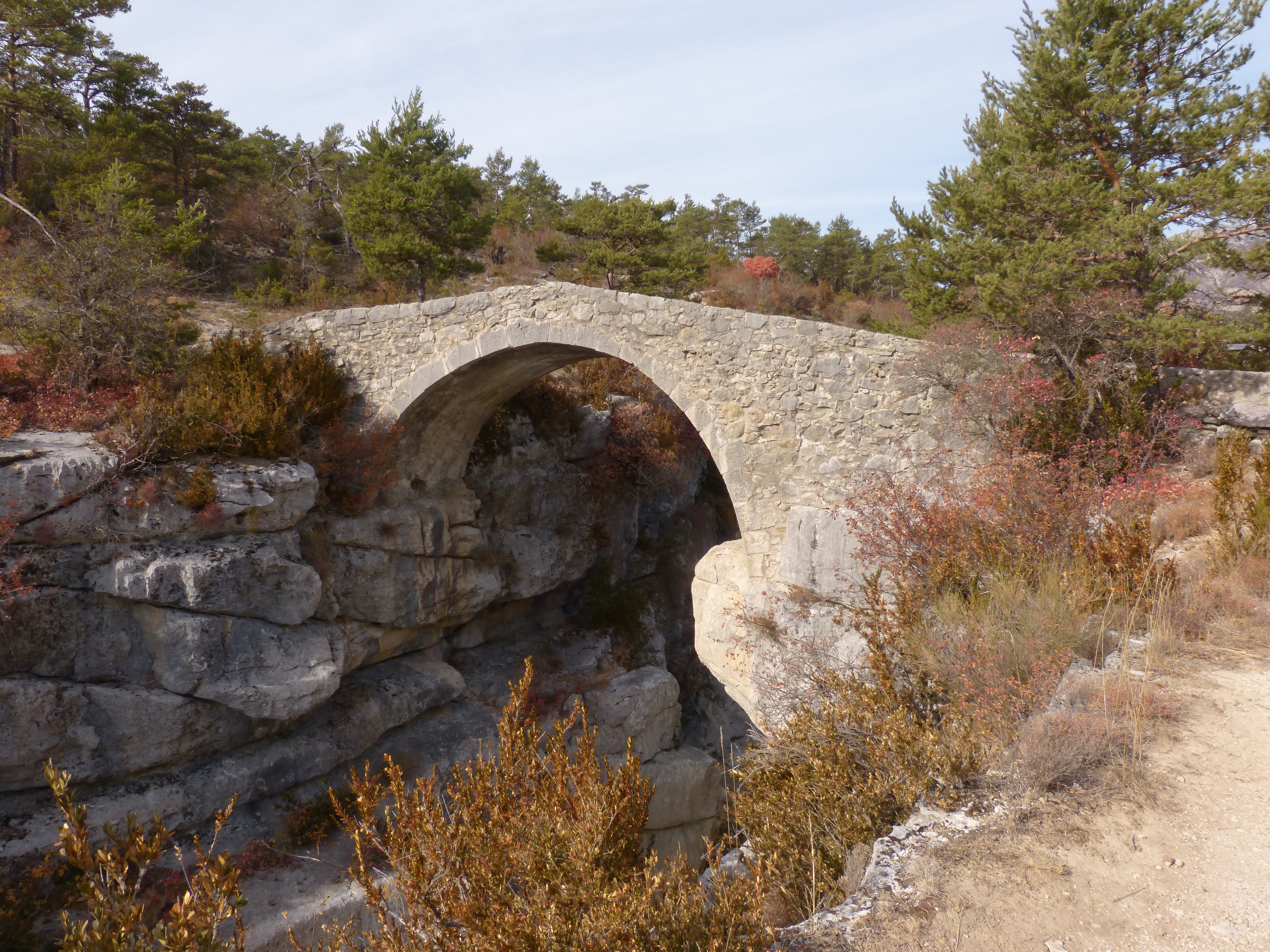
Most Pont de Sautet
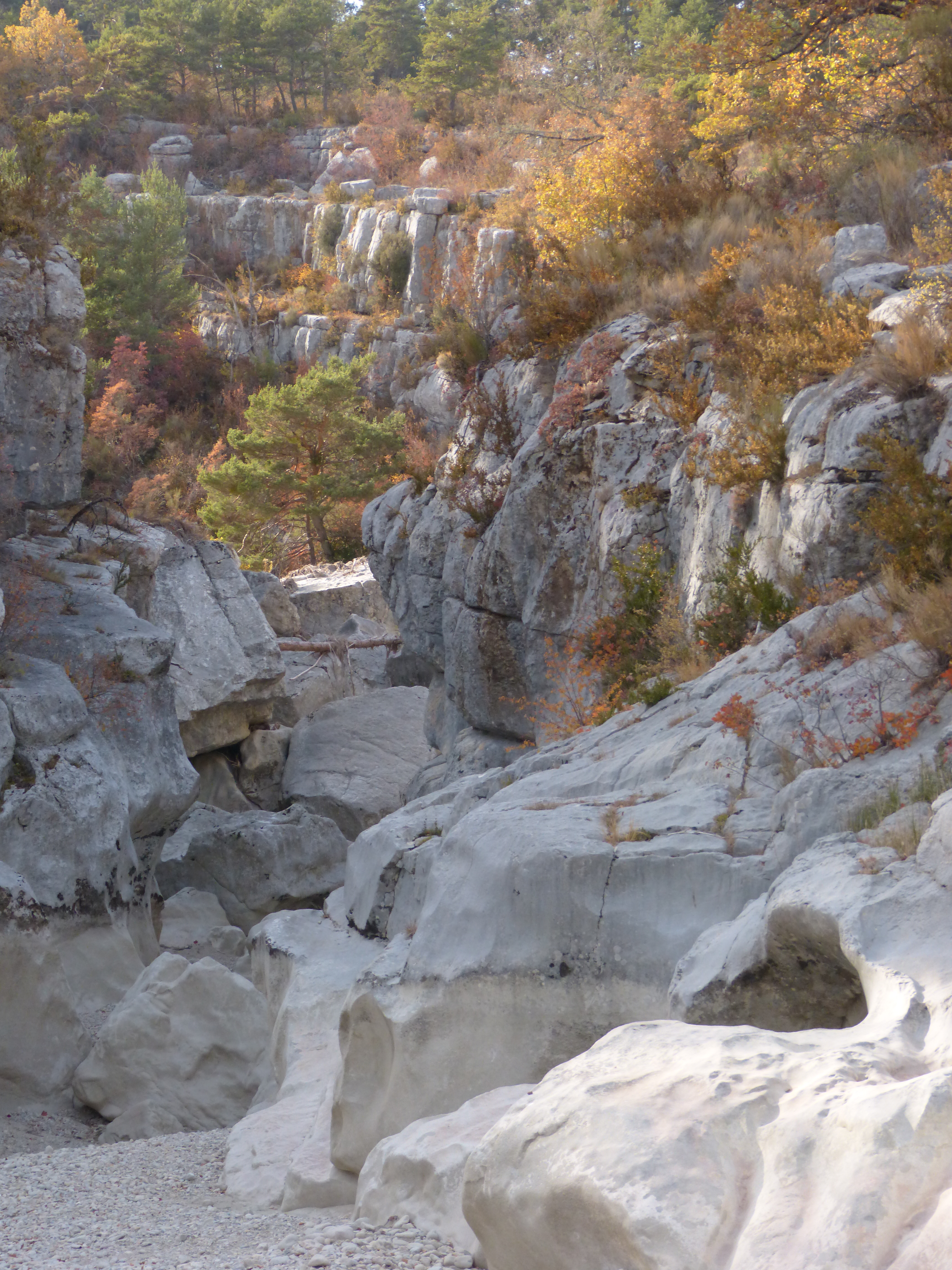
kaňon řeky Jabron u mostu Pont de Sautet
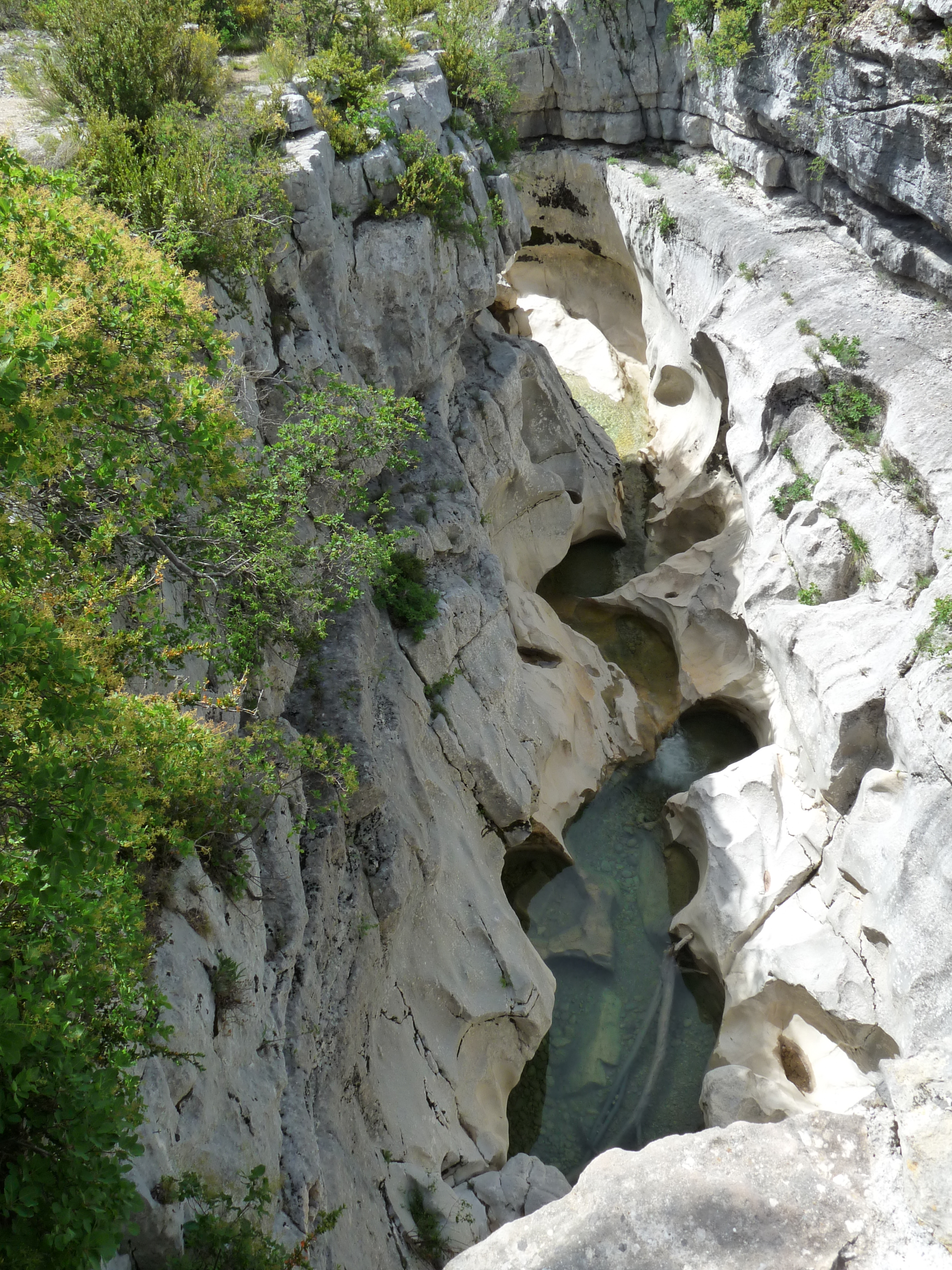
kaňon řeky Jabron u mostu Pont de Sautet